# Sant Jordi (Riga)
L'Església de Sant Jordi (en letó: Svētā Jura baznīca) fou una església catòlica romana a la ciutat de Riga, capital de Letònia, és situat al carrer Skarnu, 10/16.

## Història

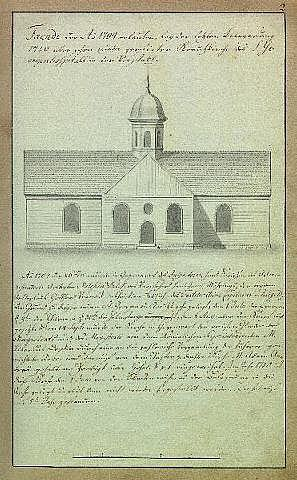
Dibuix de la façana de 1704

La primera informació que es considera rellevant és del 1208 on es fa referència a la capella de Sant Jordi del Castell dels Germans Livonians de l'Espasa. L'església de Sant Jordi va ser esmentada per Enric de Livònia en descriure el foc de Riga de 1215. L'església constava de tres seccions cor, saló i porxo i potser amb un campanar.
Relativament aviat (segle xvi), l'església va deixar de ser utilitzada com un edifici religiós i va ser adaptada per a graner, fins a 1989. L'edifici de l'església des del 6 de juliol de 1989 és ocupat pel Museu d'Arts Decoratives i Disseny de Letònia.